# جيانلوكا مانكوسو
جيانلوكا مانكوسو (بالإسبانية: Gianluca Mancuso)‏ (3 فبراير 1998 ببوينس آيرس في الأرجنتين - ) هو لاعب كرة قدم أرجنتيني في مركز الوسط. لعب مع فيليز سارسفيلد.

## وصلات خارجية
- جيانلوكا مانكوسو على موقع قاعدة بيانات كرة القدم.إي يو (الإنجليزية)
- جيانلوكا مانكوسو على موقع Soccerway.com (الإنجليزية)